# Shinko Matayoshi
Shinko Matayoshi (18 de mayo de 1888-mayo de 1947) fue uno de los maestros más conocidos del kobudo de Okinawa. A lo largo de su vida realizó varios viajes entre su isla natal y China, adquiriendo diversos conocimientos sobre artes marciales (con y sin armas), medicina y herbología chinas, etc. De esta manera, encontramos en la figura de Matayoshi un amplio bagaje de conocimientos procedentes de diversas fuentes -entre ellas, la propia tradición familiar-.
A Matayoshi se le debe, junto a Moden Yabiku, la recopilación de diferentes técnicas de armas tradicionales (tales como el bo, el sai, los tunkuwa, los nunchaku...) y su posterior trasmisión. Hasta ese momento no existía el kobudo como tal, sino que los maestros de artes marciales podían tener conocimientos tanto de técnicas desarmadas como de algún arma (no muchas), de manera que cada arma era tratada como objeto de un arte individual. A raíz de Matayoshi y Taira, el kobudo cobró la forma estructurada con la que lo conocemos hoy.
La transmisión de los conocimientos de Matayoshi se debe a su hijo, Shinpo Matayoshi (1921-1997), quien se preocupó de codificar todos los conocimientos transmitidos por su padre y establecer un sistema de aprendizaje, a través del cual se ha venido enseñando lo que se conoce como el Kobudo de Matayoshi.

## Historia
Shinko Matayoshi nació el 18 de mayo de 1888 en Kakinohana, Naha (capital de Okinawa), aunque se crio en el barrio de Shimbaru. Procedente de una familia con una larga relación con las artes marciales, desde joven se inicia en estas bajo la tutela de su padre, Shinchin Matayoshi, y de su abuelo, Shintoku Matayoshi. De ellos dos aprende varios katas de bo y el kata Tsuken Akachu no Eku di, kata de eku. Posteriormente, su padre le presenta a un compañero suyo, Chokubo Agena, de quien aprende técnicas de sai y kama, además de continuar con el entrenamiento de bo y eku. Por la misma época, aprende el manejo de tunkuwa y nunchaku bajo las enseñanzas del maestro Okina Ire.
De esta manera, Matayoshi fue entrenándose en su juventud con diferentes maestros, dedicándose por entero al estudio de las artes marciales y profundizando en el manejo de varias armas. De entre esos maestros, destaca la presencia de Gokenki, mercader de té chino afincado en la isla de Okinawa que practicaba el estilo de kenpo de la Grulla Blanca. Matayoshi aprende de él este estilo de lucha; pero, además, gracias a las historias que Gokenki le cuenta sobre las artes marciales de China, decide marchar hacia el continente asiático para continuar con su aprendizaje.
Desde 1911 hasta 1915 vivió en Manchuria, donde convivió con una tribu de bandidos, de las que aprendió bajutsu (el arte de batallar a caballo), shurikenjutsu (el arte de lanzar cuchillos) y nagenawajutsu (el arte de enlazar con cuerdas). A su regreso, realiza en Tokio una exhibición ante el Emperador de Japón. En 1921 hizo otra demostración de sus habilidades durante la visita del príncipe Hirohito a Okinawa. Más tarde viajó a Shanghái, donde aprendió el manejo de otras armas, como el sansetsukon, el nunti bo, el timbei y el seiryuto y el suruchin, además de boxeo chino, todo ello del maestro Kingai. Tras salir de Shanghái viajó a Fujian, donde aprendió kenpo chino. Finalmente, regresó a Okinawa alrededor de 1935, donde murió tempranamente en mayo de 1948, a la edad de 59 años.
Shinko Matayoshi fue sucedido como soke (maestro principal), del Matayoshi kobudo por su hijo, Shinpo Matayoshi, quien creó la organización Zen Okinawa Kobudo Renmei, impartiendo clases para dar a conocer el arte que aprendió de su padre.